# Fresno de Cantespino
Fresno de Cantespino település Spanyolországban, Segovia tartományban. Fresno de Cantespino Campo de San Pedro, Riaguas de San Bartolomé, Corral de Ayllón, Ribota, Riaza, Sequera de Fresno és Bercimuel községekkel határos. Lakosainak száma 288 fő (2024).

## Népesség
A település népessége az elmúlt években az alábbi módon változott:
| Lakosok száma | 245  | 290  | 308  | 281  | 261  | 267  | 261  | 265  | 317  | 288  |
|               | 2001 | 2004 | 2007 | 2009 | 2012 | 2014 | 2017 | 2019 | 2022 | 2024 |